# Charada
La conscripția generală care s-a ținut în 1717, după cucerirea Banatului de către armatele imperiale habsburgice, este amintit și satul Charada, cu 10 case, care se afla la mică distanță de Zolt, dar care a dispărut (el era amintit și de documente mai vechi, din secolele XV-XVII).
Charada a fost un sat situat la poalele Munțiilor Poiana Rusca, la o cotă de aproximativ 390m altitudine.
Originea numelui este necunoscută, dar anumite indicii ne fac să credem ca proveniența sa ar fi chiar latina, exprimând o trăsătura morală transformată într-un substantiv.